# Фелсберг (Пенсилванија)
Фелсберг (енгл. Fellsburg) насељено је место без административног статуса у америчкој савезној држави Пенсилванија.

## Демографија
По попису из 2010. године број становника је 1.180.
| Група             | 2000.    | 2010.         |
| Белци             | 0 (0,0%) | 1.140 (96,6%) |
| Афроамериканци    | 0 (0,0%) | 8 (0,7%)      |
| Азијати           | 0 (0,0%) | 3 (0,3%)      |
| Хиспаноамериканци | 0 (0,0%) | 20 (1,7%)     |
| Укупно            | 0        | 1.180         |